# NGC 2569
NGC 2569 (również PGC 23442) – galaktyka eliptyczna (E-S0), znajdująca się w gwiazdozbiorze Raka. Odkrył ją Heinrich Louis d’Arrest 19 lutego 1862 roku.